# Bruddesta
Bruddesta ist eine ehemalige Fischerstelle (schwedisch fiskeläge) auf Öland. Der ehemalige Fischerhafen vom Anfang des 19. Jahrhunderts, befindet sich nördlich von Äleklinta etwa zwei Meilen nordöstlich von Borgholm. 
Die neun schilfgedeckten Hütten und Bootshäuser aus Ölandkalkstein sind seit 1985 als historische Gebäude geschützt. Heute haben die meisten der Hütten in Bruddesta ausgedient. Alte Netzgärten und Slipanlagen zeugen von den Tagen der Fischerei und erinnern an ihre Bedeutung für Öland, hier liegt auch ein altes Pålpråm-Boot. Neben den Spuren der Fischerei hat die Küste auch in der Kalkbrennerei eine lange Tradition. Nördlich des Ortes und südlich der Bootshäuser stehen Kalkbrennöfen, darunter der um 1910 erbaute und renovierte im Ort. 